# DKW RT 100
Die DKW RT 100 ist ein Motorrad der Auto Union AG aus dem DKW-Stammwerk in Zschopau. Sie wurde vom DKW-Chefkonstrukteur Hermann Weber konstruiert, 1934 erstmals der Öffentlichkeit präsentiert und bis Produktionsende über 70.000-mal hergestellt. Die Abkürzung RT in Verbindung mit dem Markennamen DKW steht für Reichstyp. Das Motorrad wurde vom Hersteller auch unter den von der Motorleistung abgeleiteten Namen RT 2 ½ PS und RT 3 PS beworben und allgemein bekannt.
Damals ungewöhnlich für ein Kraftrad in dieser Hubraumklasse war der Kickstarter anstelle von Pedalen („Fahrrad mit Hilfsmotor“) sowie die Dreigangschaltung. Die Maschine war ein „echtes“ Motorrad und kostete 345 Reichsmark. Die DKW RT 100 war das meistverkaufte DKW-Motorrad in den 1930er-Jahren.

## Technik
Der Rahmen ist ein geschlossener Einrohrrahmen mit Parallelogrammgabel, anfangs mit Schraubenfeder und ab 1936 mit Gummiband. Das Hinterrad ist nicht gefedert.
Alle Teile des Motorrads waren ab Werk einheitlich schwarz lackiert. An den Kotflügeln, Tank, Werkzeugkasten (zylinderförmig im Rahmen unterhalb des Sattels) und den Gabelscheiden lockerten helle Zierlinien das Erscheinungsbild.
Die DKW RT 100 hat einen fahrtwindgekühlten Einzylinder-Zweitaktmotor mit Flachkolben und Schnürle-Umkehrspülung. Sie hat ein handgeschaltetes Dreiganggetriebe, zunächst mit einem geraden Schaltknüppel direkt auf dem Getriebe, der nach etwa 200 Stück durch einen kurzen, in einer Kulisse am Tank geführten Schalthebel ersetzt wurde. Eine mit einem Schutzblech abgedeckte Einfachrollenkette überträgt die Kraft vom Getriebe an das Hinterrad.
Bei der RT 3 PS von 1936 kam ein neuer Zylinder mit größeren Kühlrippen zum Einsatz. Weitere Änderungen betrafen den nun tropfenförmigen Lampentopf und (ab Motornummer 864201) ein Zündmagnet mit 6 anstatt 4 V Spannung.
|                       | RT 100 (2 ½ PS)                                                        | RT 100 (3 PS)                                             |
| --------------------- | ---------------------------------------------------------------------- | --------------------------------------------------------- |
| Baujahre              | 1934–1936                                                              | 1936–1940                                                 |
| Motor                 | fahrtwindgekühlter Einzylinder-Zweitaktmotor, Kickstarter              | fahrtwindgekühlter Einzylinder-Zweitaktmotor, Kickstarter |
| Steuerung             | Schlitzsteuerung                                                       | Schlitzsteuerung                                          |
| Ladungswechsel        | Umkehrspülung                                                          | Umkehrspülung                                             |
| Bohrung × Hub         | 50 × 50 mm                                                             | 50 × 50 mm                                                |
| Hubraum               | 98,2 cm³                                                               | 98,2 cm³                                                  |
| Verdichtung           | 5,7 : 1                                                                | 5,9 : 1                                                   |
| Nennleistung          | 2,5 PS (1,8 kW)                                                        | 3 PS (2,2 kW)                                             |
| Vergaser              | Amal, Graetzin                                                         | Amal, Graetzin, Bing                                      |
| Schmierung            | Zweitaktgemisch 1 : 20                                                 | Zweitaktgemisch 1 : 20                                    |
| Getriebe              | 3-Gang-Getriebe                                                        | 3-Gang-Getriebe                                           |
| Endantrieb            | Kette                                                                  | Kette                                                     |
| Rahmenbauart          | Rohrrahmen mit Unterzug                                                | Rohrrahmen mit Unterzug                                   |
| Radstand              | 1225 mm                                                                | 1225 mm                                                   |
| Sitzhöhe              | ca. 700 mm                                                             | ca. 700 mm                                                |
| Radaufhängung vorn    | Parallelogrammgabel mit Schraubenfeder (ab 1936 mit Gummibandfederung) | Parallelogrammgabel mit Gummibandfederung                 |
| Radaufhängung hinten  | Starrrahmen                                                            | Starrrahmen                                               |
| Bremse vorn           | Innenbacken-Trommelbremse (Halbnabe)                                   | Innenbacken-Trommelbremse (Halbnabe)                      |
| Bremse hinten         | Innenbacken-Trommelbremse (Halbnabe)                                   | Innenbacken-Trommelbremse (Halbnabe)                      |
| Leergewicht           | 45 kg                                                                  | 50 kg                                                     |
| Höchstgeschwindigkeit | 60 km/h                                                                | 65 km/h                                                   |
| Stückzahl             | ca. 10.000                                                             | 61.850                                                    |

## Rennsport

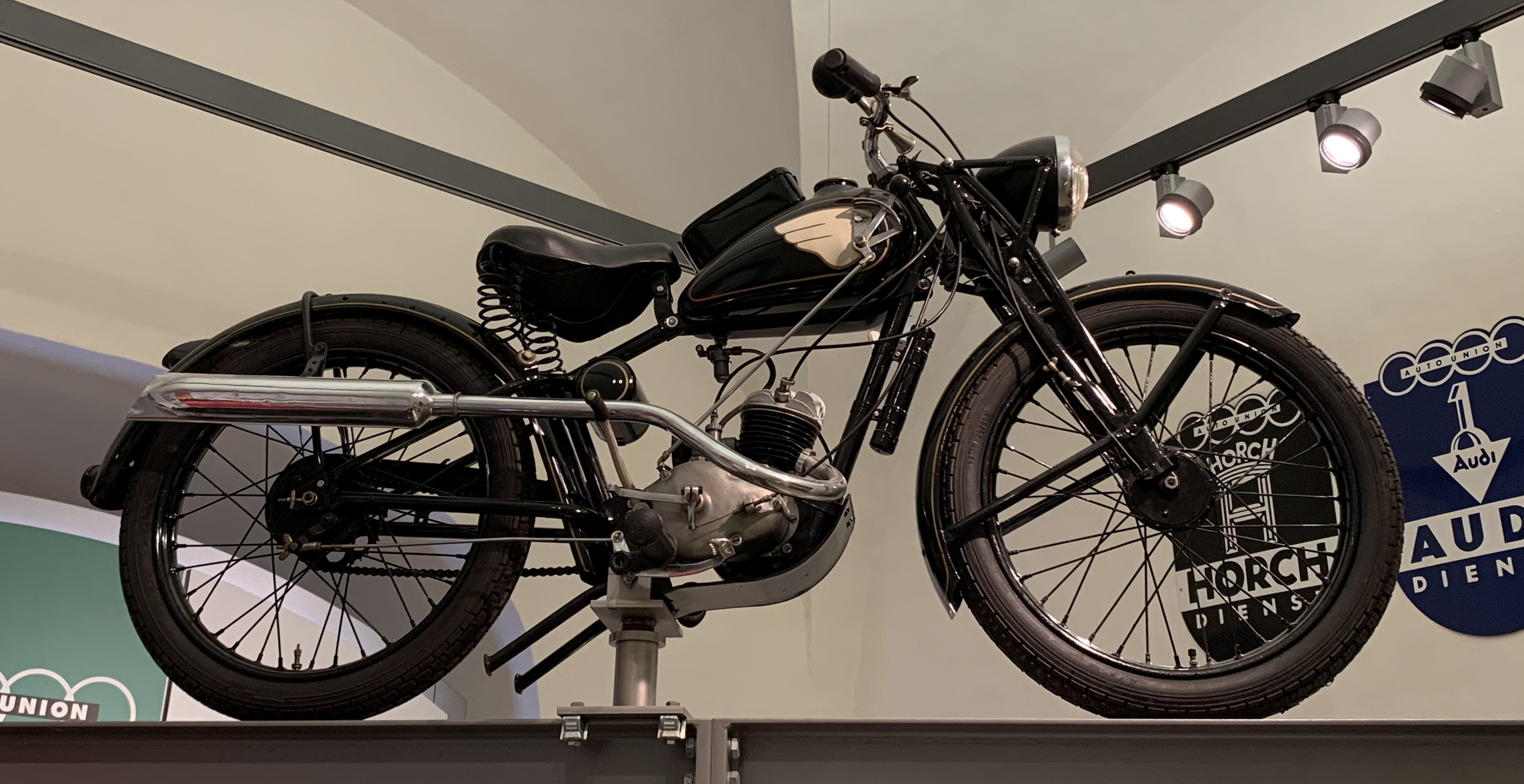
DKW RT 100 Baujahr 1935, in der Ausführung für den Geländesport

Auf nahezu serienmäßigen RT 100 in Geländesportausführung nahm eine dreiköpfige DKW-Fabrikmannschaft 1938 an der 20. Internationalen Sechstagefahrt im walisischen Llandrindod Wells teil und blieb über alle sechs Fahrtage strafpunktfrei.

## Kopie von Royal Enfield

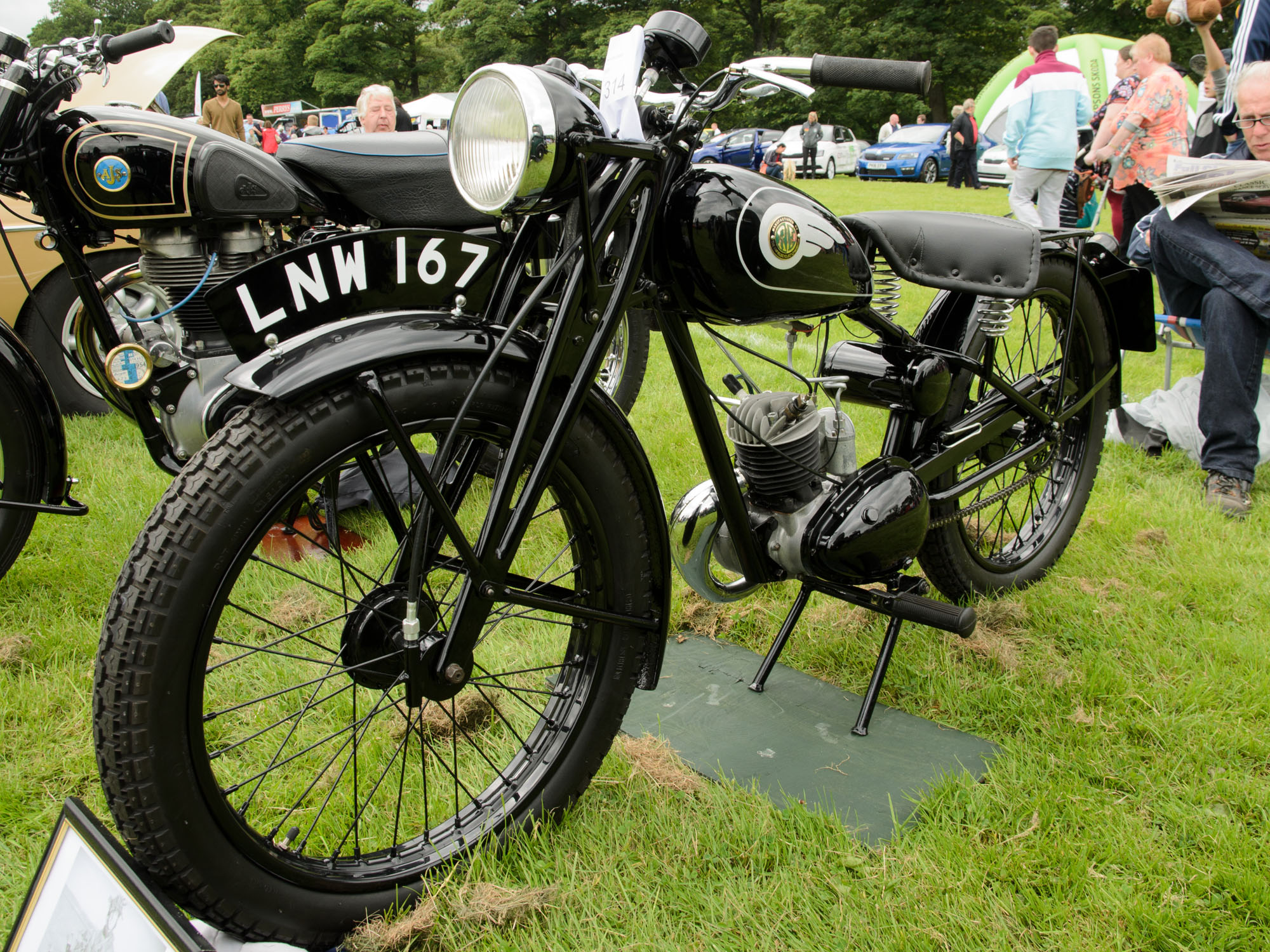
1946 zivile Royal Enfield RE

Bereits während des Weltkriegs wurde die RT 100 in England kopiert. Royal Enfield baute ab 1939 das Modell RE, auch „The Flying Flea“, der „fliegende Floh“, genannt. Der in Holzkisten verpackte „Flying Flea“ wurde an Fallschirmen aus Flugzeugen für die britischen Bodeneinheiten abgeworfen. Nach Kriegsende wurde eine zivile Variante mit auf 125 cm³ vergrößertem Hubraum hergestellt.